# Anca Parghel
(Anca Parghel durante un'intervista del 2008 alla rivista Formula AS)
Anca Parghel, all'anagrafe Anca Simion (Câmpulung Moldovenesc, 16 settembre 1957 – Timișoara, 5 dicembre 2008), è stata una cantante, musicista, insegnante,  professoressa universitaria, direttrice di coro, compositrice e arragiantrice rumena.
Considerata una delle migliori artiste rumene di sempre e migliore performer jazz di tutti i tempi, era una cantante poliglotta, come d'altronde amava ella stessa definirsi, capace di utilizzare come poche la tecnica del belcanto. La sua voce, spesso, è stata paragonata dai critici a quella di artisti come Maria Callas, Ella Fitzgerald e Yma Sumac.

## Biografia
Nata a Câmpulung Moldovenesc, da una famiglia povera, iniziò a cantare all'età di 3 anni, prima negli spettacoli locali e poi nel coro della chiesa del paese. A 14 anni lasciò casa per andare a studiare al liceo musicale di Iași. Frequentò la scuola per poco meno di dieci anni per poi passare al conservatorio nella stessa città. Qui si laureò nel 1981 con una tesi su Charlie Parker. Il suo strumento primario è stato il pianoforte mentre il secondario il belcanto. Durante quel periodo il genere jazz non è ancora radicato e ben sviluppato nel mondo, per questo Anca lo studiò in modo autodidatta. Appena maggiorenne conobbe il pittore connazionale Virgiliu Parghel, che sposò nel 1975 e dalla quale prese il cognome per la sua carriera musicale. Tuttavia, i due divorziarono nel 2001. Con lui ha avuto due figli: Ciprian e Tudor.

## Insegnante e direttrice di coro
Iniziò ad insegnare musica nel 1984 presso il distretto di Suceava (Bucovina) alla locale Arts-High school. Pochi anni dopo divenne professoressa universitaria di jazz vocale presso il Conservatoire royal de Bruxelles e l'Istituto-conservatorio Lemmens di Lovanio, quest'ultimo nell'arco di tempo tra il 1997 e il 2002. Durante questi anni permase quindi a Bruxelles fino al 2005 anno di ritorno al suo paese d'origine, dove venne accolta trionfalmente. Come direttrice di coro diresse aspiranti artisti professionisti e avviò una serie di laboratori musicali presso i conservatori di Lipsia, Monaco di Baviera, Oldenburg e Chișinău, fino al 1989.

## Carriera
La sua carriera iniziò ufficialmente nel 1984, dove parallelamente all'attività di insegnante e professoressa, svolse il ruolo di cantante. Durante la sua carriera ha girato diverse parti del mondo, per suonare nei vari club locali. In particolare a partire dagli anni 2000 insieme ai figli Ciprian (basso) e Tudor (batteria), gira fra Paesi Bassi, Belgio, Francia, Italia, Spagna e Svizzera per suonare come musicista e vocalist nel panorama jazz. Durante la sua carriera si è esibita nei maggiori festival jazz del mondo, in particolare a Bucarest al Jazz Festival 2002, in Canada al Rimouski Jazz Festival 2003 e negli Stati Uniti tra il 2002 ed il 2006. Ha anche collaborato con i più noti artisti nel panorama mondiale jazz quali: Larry Coryell, Jon Hendricks, Billy Hart, Archie Shepp, Claudio Roditi, John Engels, Jean-Louis Rassinfosse, Philippe Catherine, Eric Legnini, Peter Herbolzheimer, Peter Hertmans, Aldo Romano, Marc Levine, Gustavo Bergalli, Pierre van Dormael, John Ruocco, Giovanni Dankwooth, Paolo Radoni, Bruno Castellucci, Thomas Stanco, Hein van der Geyn, Ron van Rossum, Ricardo Del Fra, Felix Simtaine, Norma Winstone, Stephane Galland, Theo de Jong, Pierre Vaiana, Charles Loos, Ivan Paduart, Decebal Badila, Mark Griffith, Mircea Tiberian, Klaus Ignatzek e Rob Radna. Inoltre ha ricevuto numerosi premi tra cui l'MTV Europe Music Award al miglior artista rumeno (2008) e l'MTV Romania Music Awards nelle categorie artista del 2008, miglior canzone pop-dance per il singolo Brasil realizzato in collaborazione con Tom Boxer e Fly Project e miglior album per la raccolta dal titolo Zamorena. La Parghel lavorò a questo album ed in particolare al singolo nell'anno 2007, girandone anche il videoclip. Questi furono pubblicati l'anno dopo, ma successivamente alla sua morte avvenuta improvvisamente il 5 dicembre all'ospedale di Timișoara, per un carcinoma dell'ovaio. È sepolta nel cimitero di Bucarest.

## Discografia
- Tinerii dansează (Electrecord, 1986)
- Soul, My Secret Place (Blue Flame, 1987)
- Magic Bird (cu Mircea Tiberian) (Electrecord, 1988)
- Indian Princess (Blue Flame, 1989)
- Octet Ost (Amadeo, 1990)
- Ron und Tania (Polydor, 1991)
- Is That So? (Koala, 1992)
- Airballoon (Nabel, 1992)
- Beautiful Colours (Nabel, 1993)
- Carpathian Colours (Nabel, 1994)
- Jazz, My Secret Soul (Intercont Music, 1994)
- Indian Princess (Jazz Specials Edition) (Miramar, 1995)
- Noapte albă de crăciun / White Christmas Night (Prima Club, 1994)
- Midnight Prayer (Intercont Music, 1996)
- Primal Sound (Acoustic Music, 1999)
- Zamorena (feat. Tom Boxer; Roton, 2008)
- Brasil (Re-release of Zamorena album, following the success of Brasil, a single from Zamorena) (ft. Tom Boxer and Fly Project; Roton, 2009)